# James Morrison (musicien)
Pour les articles homonymes, voir James Morrison et Morrison.
James Lloyd Morrison, né le 11 novembre 1962 à Sydney, État de Nouvelle-Galles du Sud, Australie, est un musicien australien. 

## Biographie
Il commence à jouer à 7 ans et à 13 ans donne ses premiers concerts.
En 1989, il rejoint le groupe Gene Harris’ Philipp Morris Superband qui lui fait faire le tour du monde et lui aura permis de jouer avec de grands musiciens de jazz.
Il joue du trombone, mais aussi de la trompette, de l’harmonica, du saxophone et du piano. Il est également compositeur.
Il joue accompagné et fait des concerts partout dans le monde. Le 15 septembre 2000, il se produit à la trompette lors de la cérémonie d'ouverture des jeux olympiques de Sydney.

## Discographie
- A Night in Tunisia, 1984, ABC
- James Morrison at the Winery, 1985, ABC
- Postcards from Down Under, 1988, WEA
- Swiss Encounter (avec Adam Makowicz), 1989, WEA
- Snappy Doo, 1990, WEA
- Manner Dangerous, 1991, EastWest
- Two the Max (avec Ray Brown), 1992, EastWest
- This Is Christmas, 1993, EastWest
- Live in Paris, 1994, EastWest
- Live at the Sydney Opera House, 1996, Warner Music Australia
- Quartet, 1998, Morrison
- Three Minds, Novembre 1998, Morrison
- European Sessions, 1999, Morrison
- Scream Machine, 2001, Morrison
- The Gospel According to Groove (avec Con Campbell & The Idea of North), 2001, Emu Music
- On the Edge, 2003, Morrison
- Gospel Collection, 2005, Morrison
- 2x2 with Joe Chindamo, Janvier 2006, Morrison
- Gospel Collection Volume 2, Août 2006, Morrison
- The Other Woman (avec Deni Hines), 2007, MGM Distribution
- James Morrison Instrumental, 2009, Classic Fox
- Three's Company (avec Phil Stack & James Muller), 2010, Morrison
- Feels Like Spring (avec The Idea of North), Avril 2010, ABC Jazz
- Snappy Too, 2012, Morrison
- A to Z of Jazz, 2014, ABC Jazz
- Chermoula, 2015, Morrison
- A Fine Bromance (avec Marian Petrescu), Juin 2015, Morrison
- In Good Company (avec Don Burrows), 20 Novembre 2015, ABC
- Mare Balticum (avec Latvian Radio Big Band), 13 Juin 2016, Mūsdienu Mūzikas Centrs
- James Morrison with His Academy Jazz Orchestra, Novembre 2016, ABC
- The Great American Songbook (avec BBC Concert Orchestra & Keith Lockhart), 2017, ABC Jazz
- Ella & Louis (avec Patti Austin), Novembre 2017, ABC Jazz
- Midnight till Dawn (avec William Morrison, Harry Morrison & Patrick Danao), 2018, ABC Jazz